# Ожидание

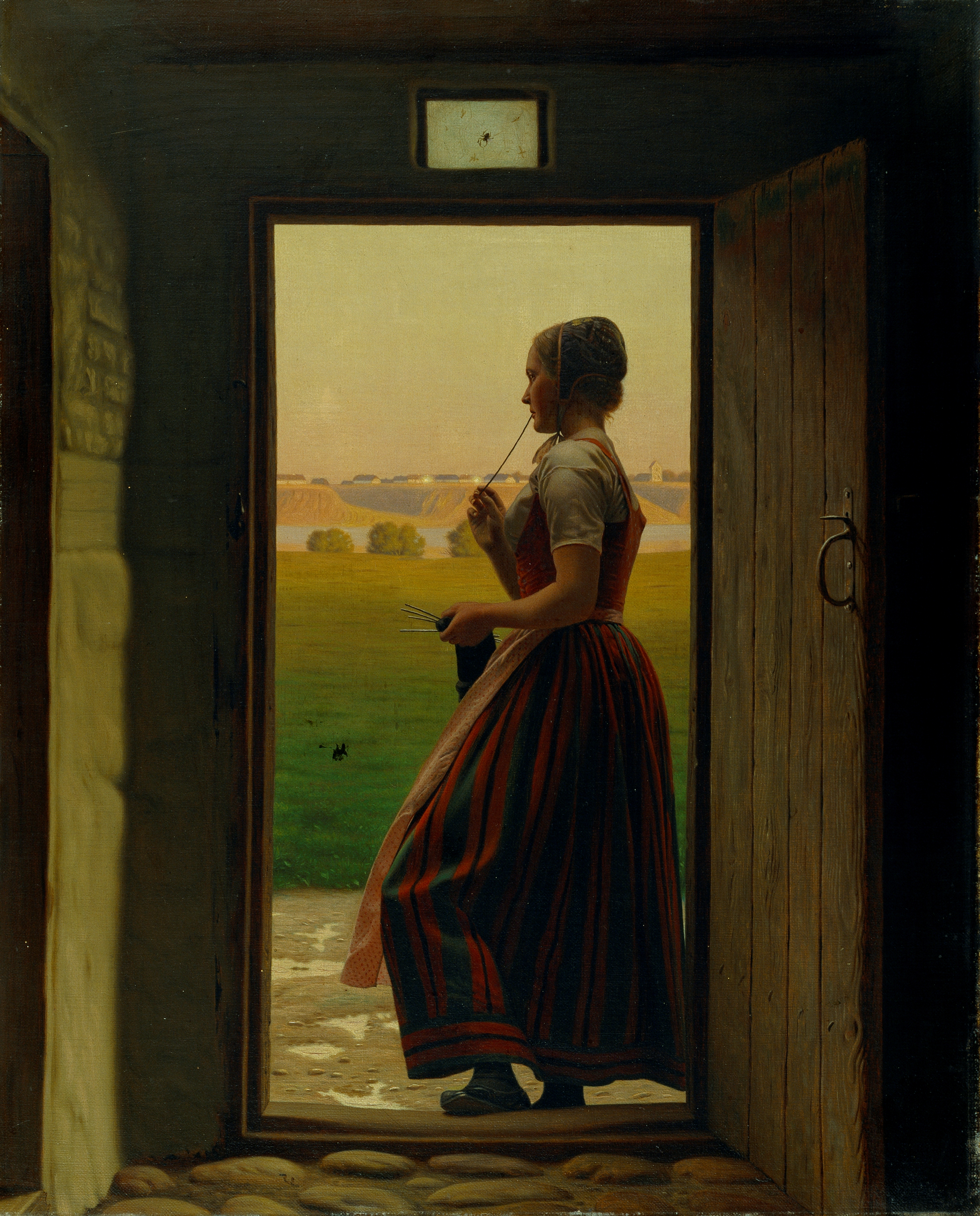
«Конечно, он придёт?» Картина Кристена Дальсгора. Из коллекции Хиршпрунга, Дания.

Ожида́ние — событие, которое рассматривается как наиболее вероятное в ситуации неопределённости и предвкушения чего-либо, также более или менее реалистичное предположение относительно будущего события. Также, ожиданием называется пребывание в состоянии нацеленности внимания на предполагаемое в будущем событие.
Если ожидание не сбывается, возникает эмоциональная реакция разочарования, а если происходит что-то неожиданное — эмоциональная реакция удивления. Ожидание относительно поведения другого лица, высказанное этому лицу, может иметь характер настойчивой просьбы или приказа. Правильность ожидания оценивается с использованием нечёткой логики.

## Ожидания на основе жизненного опыта
Ричард Лазарус утверждает, что люди привыкают как к позитивному, так и к негативному жизненному опыту, что приводит к формированию устойчивых благоприятных или неблагоприятных ожиданий. Лазарус отмечает общепризнанный философский принцип, что «счастье зависит от фонового психологического состояния человека…и не может быть предсказано без привязки к ожиданиям».
Что касается счастья или несчастья, Лазарус отмечает, что «люди, жизнь которых полна тягот и лишений, часто дают положительные оценки их благополучию», а «люди, которые живут объективно хорошо…часто негативно оценивают их благополучие». Лазарус утверждает, что «наиболее разумное объяснение этого кажущегося парадокса заключается в том, что у человека … развиваются благоприятные или неблагоприятные ожидания» которые приводят к таким оценкам.

## Влияние ожиданий на убеждения
Социолог Роберт К. Мертон писал, что ожидание напрямую связано с самоисполняющимся пророчеством. Является ли при этом ожидание верным или нет, мало влияет на результат. Если человек верит в то, что он говорит, или убеждает себя в этом, то высоки шансы, что человек увидит, как его ожидание сбывается. В такого рода внушении (или самовнушении) есть большие угрозы, особенно для педагога. Поскольку детей легко убедить в том, что им говорит авторитетное лицо, например родитель или учитель, то дети готовы верить всему, чему их учат, даже если под этим нет реальной основы. Если ребёнок действует на основании ложной информации, это может привести к позитивным или негативным непредвиденным последствиям. Если у человека сформированы завышенные ожидания, чтобы манипулировать его самооценкой, а фактически эти ожидания не сбываются, это может привести к полному разрушению уверенности в себе.

## Выявление ожиданий
Ожидания — это центральная часть стоимостных расчётов в экономике. Например, для вычисления субъективной ожидаемой полезности необходимо знать и стоимостную оценку альтернативных результатов, и вероятность каждого из них. Исследователи, которые выявляют (или измеряют) ожидания людей, могут включить эти предположения в экономическую модель вместо стандартных вероятностей. Стратегия выявления индивидуальных ожиданий сейчас включена во многие международные исследования, в том числе в исследование медицинского и пенсионного обеспечения (Health and Retirement Study) в США.
Выявление ожиданий используется во многих областях, включая прогноз дожития и образовательных результатов, но, наибольшее значение оно имеет в финансовой сфере. Ожидания теоретически важны для таких моделей, как гипотеза эффективного рынка (которая предполагает, что вся информация должна учитываться при ценообразовании на рынке), а также для современной портфельной теории (которая предполагает, что инвесторы должны получить компенсацию за более высокий уровень риска за счёт увеличения ожидаемой доходности). Эмпирические исследования на базе этих моделей показали, что потребители с более оптимистичными ожиданиями относительно фондового рынка склонны держать более рисковые активы и покупать больше акций. Проводятся психологические исследования о том, какие факторы влияют на ожидания участников фондового рынка.

## Внешние ссылки
- Savage, Leonard J. Elicitation of Personal Probabilities and Expectations // Journal of the American Statistical Association, Vol. 66, No. 336 (Dec., 1971), pp. 783—801.